# 渡邉大樹
- 渡辺大樹

渡邉 大樹（わたなべ だいき、1997年6月7日 - ）は、千葉県松戸市出身の元プロ野球選手（内野手、外野手）。右投右打。

## 経歴

### プロ入り前
小学生時代は千葉県松戸市の小金原ビクトリーで野球を始める。
中学生時代は千葉県の硬式クラブチームの松戸リトルシニアに所属。自らの代ではキャプテンを務める。
中学3年時に200メートル走で全国大会に出ている。
専修大学松戸高等学校では1年秋から遊撃手のレギュラーに定着。3年夏に第97回全国高等学校野球選手権大会に出場し、1回戦の花巻東戦では2安打を放つも、チームは敗退。自身が最後の打者だった。高校通算17本塁打。チームメイトに原嵩がいた。
2015年10月22日に行われた2015年ドラフト会議で、東京ヤクルトスワローズから6位指名を受け、11月19日に契約金2500万円、年俸500万円で合意し、12月11日に新入団選手発表が行われた。背番号は49。

### ヤクルト時代

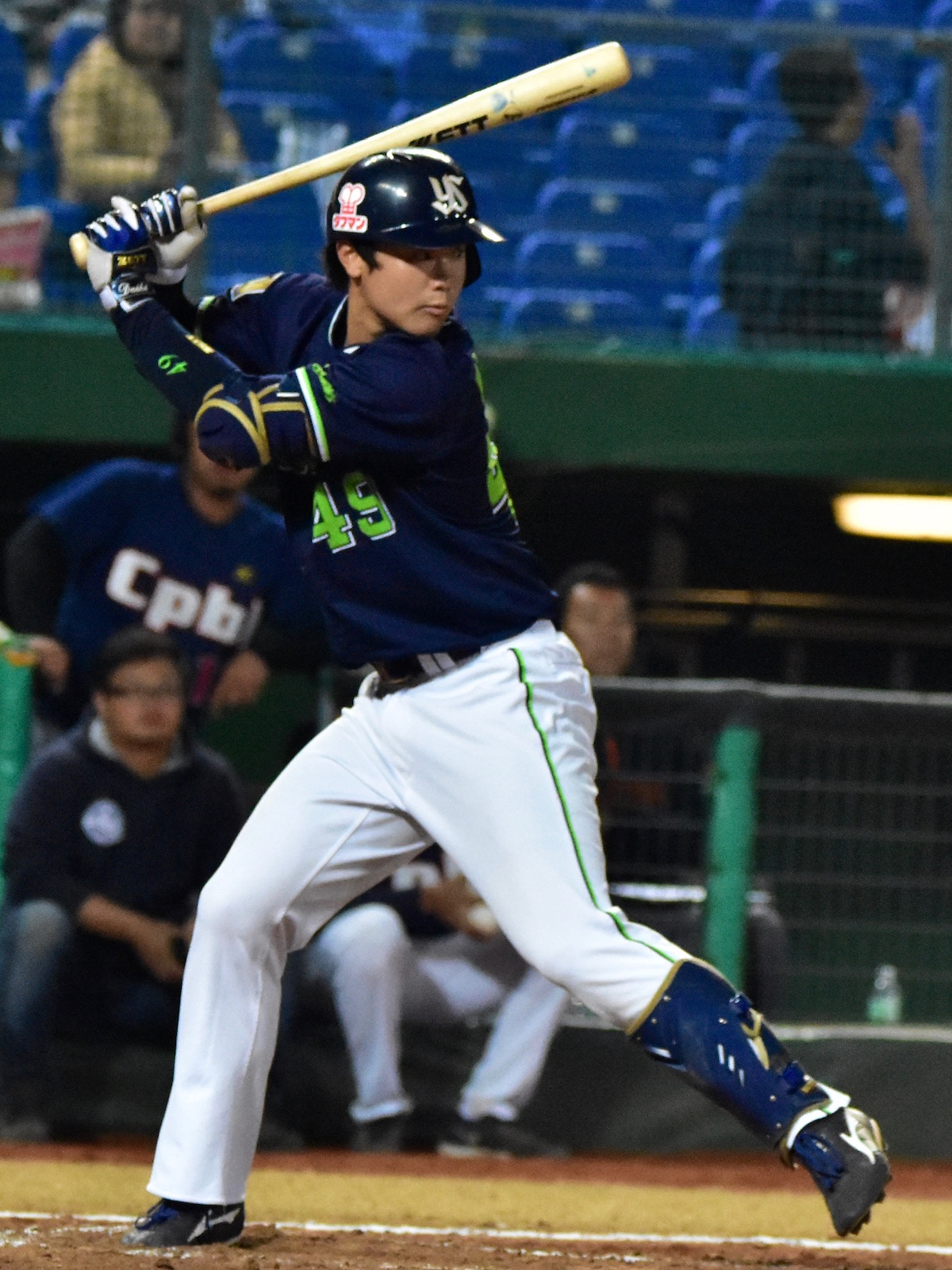
東京ヤクルトスワローズ時代
（2016年12月18日、台中インターコンチネンタル野球場）

2016年、一軍公式戦の出場機会は無かったが、二軍公式戦において74試合に出場し、3本塁打、10打点、4盗塁、打率.256の成績を残す。11月25日から台湾で開催された2016アジアウインターベースボールリーグに、NPBイースタン選抜として出場した。
2017年、5月はイースタン・リーグにおいて、打率.362、25安打と活躍。「スカパー！ ファーム月間MVP賞」を受賞する。9月3日に明治神宮野球場で行われた対広島戦において、代打として一軍公式戦出場を果たす。11月25日から台湾で開催された2017アジアウインターベースボールリーグに、NPBイースタン選抜として出場。同大会への参加は前年に続き2度目となった。
2018年は村上宗隆の加入により内野の競争が激しくなったことから外野手に挑戦。二軍での出場試合の大半で外野手として出場した。オフの契約更改にて翌2019年シーズンから外野手への完全転向を表明、登録も外野手にコンバートされた。
2019年、5月10日の読売ジャイアンツ戦でプロ初安打・初本塁打を記録した。
2020年は代走としてプロ入り後最高となる33試合に出場した。
2021年、代走としてチーム最多の48試合、外野の守備固めとして43試合に出場し、チームの優勝及び日本一に貢献した。
2022年、前年と同じく代走として22試合、外野の守備固めとして27試合に出場したが、徐々に新人の丸山和郁に役割を奪われていった。

### オリックス時代
2022年12月9日に同年から初めて実施された現役ドラフトでオリックス・バファローズから指名を受け、移籍した。背番号はヤクルト時代と同じく49。
2023年は、ウエスタン・リーグ48試合の出場で打率.211と振るわず、一軍出場も1試合のみに留まり、10月5日に戦力外通告を受けた。その後、11月11日までに現役引退を決断した。

### 現役引退後
2024年からは、古巣ヤクルトでスコアラーを務める。

## 選手としての特徴・人物
俊足・堅守に加え、パンチ力を秘めた打撃が武器。50m走のタイムは5秒9を記録。
愛称は「ナベ」。
サングラスをかけた姿がロックバンド「X JAPAN」のToshlに似ていることから、得点時には胸の前で腕をクロスさせる「Xポーズ」がヤクルトナインの間で浸透している。
実家で猫を飼っているが、自身は猫アレルギーである。
2021年7月に一般女性と結婚した。

## 詳細情報

### 年度別打撃成績
| 年 度     | 球 団      | 試 合 | 打 席 | 打 数 | 得 点 | 安 打 | 二 塁 打 | 三 塁 打 | 本 塁 打 | 塁 打 | 打 点 | 盗 塁 | 盗 塁 死 | 犠 打 | 犠 飛 | 四 球 | 敬 遠 | 死 球 | 三 振 | 併 殺 打 | 打 率 | 出 塁 率 | 長 打 率 | O P S |
| --------- | ---------- | ----- | ----- | ----- | ----- | ----- | -------- | -------- | -------- | ----- | ----- | ----- | -------- | ----- | ----- | ----- | ----- | ----- | ----- | -------- | ----- | -------- | -------- | ----- |
| 2017      | ヤクルト   | 2     | 2     | 2     | 0     | 0     | 0        | 0        | 0        | 0     | 0     | 0     | 0        | 0     | 0     | 0     | 0     | 0     | 1     | 0        | .000  | .000     | .000     | .000  |
| 2019      | ヤクルト   | 16    | 9     | 7     | 5     | 1     | 0        | 0        | 1        | 4     | 1     | 1     | 0        | 1     | 0     | 0     | 0     | 1     | 2     | 0        | .143  | .250     | .571     | .821  |
| 2020      | ヤクルト   | 33    | 12    | 11    | 7     | 3     | 0        | 0        | 0        | 3     | 0     | 2     | 2        | 0     | 0     | 1     | 0     | 0     | 3     | 0        | .273  | .333     | .273     | .606  |
| 2021      | ヤクルト   | 94    | 42    | 35    | 19    | 6     | 2        | 0        | 0        | 8     | 3     | 5     | 2        | 5     | 0     | 1     | 0     | 1     | 9     | 1        | .171  | .216     | .229     | .445  |
| 2022      | ヤクルト   | 49    | 17    | 16    | 6     | 2     | 1        | 0        | 0        | 3     | 2     | 2     | 1        | 1     | 0     | 0     | 0     | 0     | 5     | 0        | .125  | .125     | .188     | .313  |
| 2023      | オリックス | 1     | 2     | 2     | 0     | 0     | 0        | 0        | 0        | 0     | 0     | 0     | 0        | 0     | 0     | 0     | 0     | 0     | 1     | 0        | .000  | .000     | .000     | .000  |
| 通算：6年 | 通算：6年  | 195   | 84    | 73    | 37    | 12    | 3        | 0        | 1        | 18    | 6     | 10    | 5        | 7     | 0     | 2     | 0     | 2     | 21    | 1        | .164  | .208     | .247     | .454  |

### 年度別守備成績
| 年 度 | 球 団      | 外野  | 外野  | 外野  | 外野  | 外野  | 外野     |
| 年 度 | 球 団      | 試 合 | 刺 殺 | 補 殺 | 失 策 | 併 殺 | 守 備 率 |
| ----- | ---------- | ----- | ----- | ----- | ----- | ----- | -------- |
| 2019  | ヤクルト   | 10    | 7     | 0     | 0     | 0     | 1.000    |
| 2020  | ヤクルト   | 25    | 12    | 0     | 0     | 0     | 1.000    |
| 2021  | ヤクルト   | 85    | 45    | 2     | 2     | 0     | .959     |
| 2022  | ヤクルト   | 44    | 20    | 0     | 1     | 0     | .952     |
| 2023  | オリックス | 1     | 2     | 0     | 0     | 0     | 1.000    |
| 通算  | 通算       | 165   | 86    | 2     | 3     | 0     | .967     |

### 記録
初記録
- 初出場・初打席：2017年9月3日、対広島東洋カープ23回戦（明治神宮野球場）、4回裏に山本哲哉の代打で出場、岡田明丈から三飛
- 初安打・初打点・初本塁打：2019年5月10日、対読売ジャイアンツ7回戦（東京ドーム）、6回表に田口麗斗から左越ソロ
- 初盗塁：2019年8月1日、対横浜DeNAベイスターズ18回戦（横浜スタジアム）、9回表に二盗（投手：武藤祐太、捕手：戸柱恭孝）

### 背番号
- 49（2016年[6][15] - 2023年）